# Rue des Coutures-Saint-Gervais
Rue des Coutures-Saint-Gervais je ulice v Paříži v historické čtvrti Marais. Nachází se ve 3. obvodu.

## Poloha
Ulice vede od křižovatky s Rue Vieille-du-Temple a končí na křižovatce s Rue de Thorigny.

## Historie
Ulice byla otevřena v roce 1620 na pozemcích bývalého kláštera hospitalières de Saint-Gervais. Díky tomu získala i svůj název. Nejprve se nazývala Rue de l'Hôpital Saint-Gervais, poté Rue de la Culture Saint-Gervais a od roku 1653 Rue des Coutures-Saint-Gervais.

## Zajímavé objekty
- podél západní strany ulice se rozkládá hôtel Salé a je zde vstup do jeho zahrad